# Moriteru Ueshiba

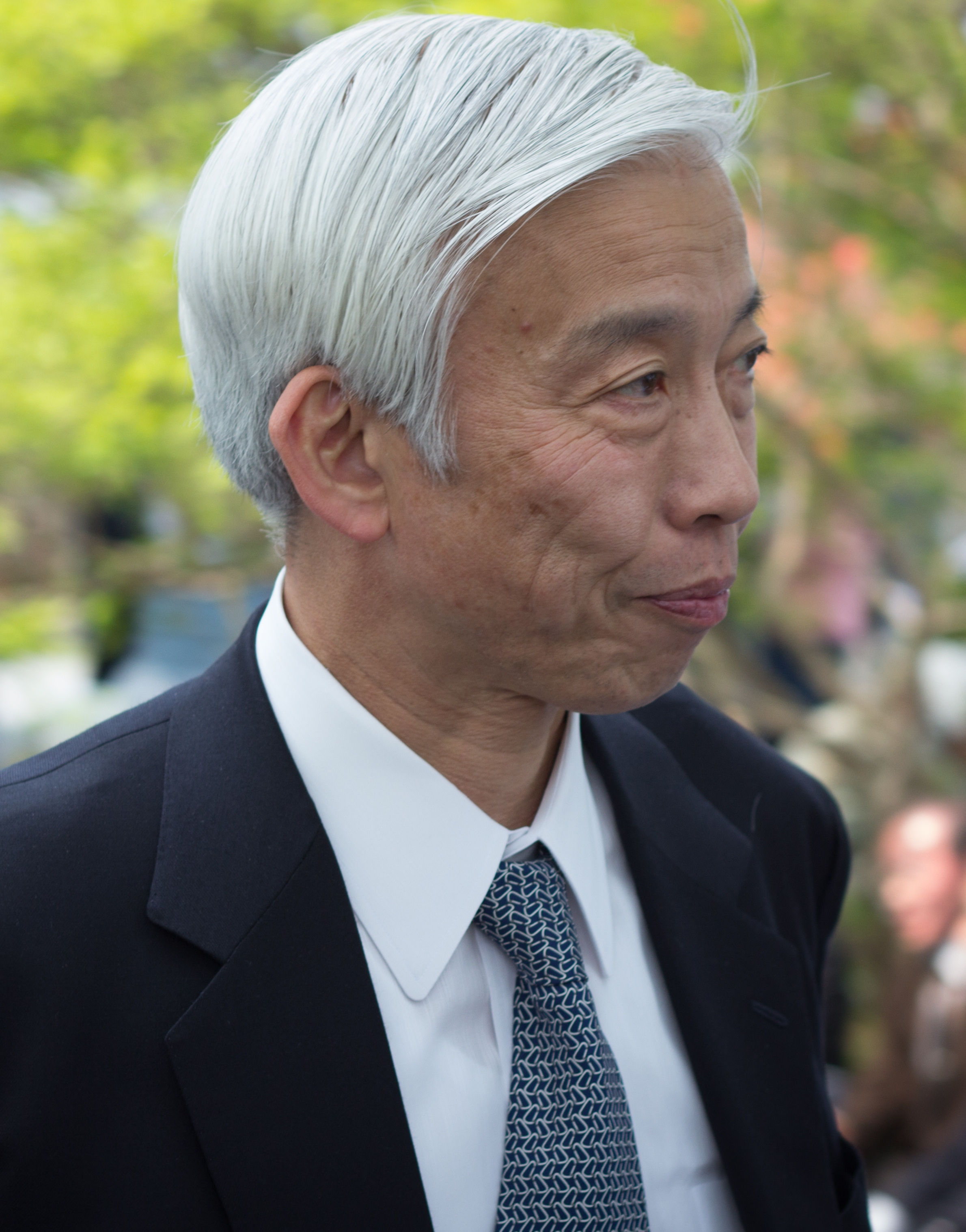
Moriteru Ueshiba

Moriteru Ueshiba (jap. 植芝 守央, Ueshiba Moriteru; * 2. April 1951 in der Präfektur Tokio) ist ein japanischer Aikidō-Meister und amtierender Dōshū des Aikikai.
Moriteru Ueshiba ist der zweite Sohn von Kisshōmaru Ueshiba und ein Enkel des Begründers des Aikidō, Ueshiba Morihei. Er studierte erfolgreich an der Meiji-Gakuin-Universität Wirtschaftswissenschaften. Ab seinem sechsten Lebensjahr lernte er Aikidō bei seinem Großvater.
Nach dem Tode seines Vaters Kisshōmaru Ueshiba am 4. Januar 1999 übernahm er dessen Platz als Dōshū (Meister des Weges) und somit die Führung des Aikikai. Bevor er diese Position einnahm, war er schon Präsident des 'Council of Directors' des Aikikai und Leiter des Aikikai Honbu Dōjō. Er ist auch der Präsident des Aikikai und der International Aikido Federation.
Es wird erwartet, dass sein Sohn Mitsuteru Ueshiba, der bereits seit 2012 das Geschehen des Aikikai Honbu Dōjō leitet, ihm in allen diesen Funktionen nachfolgen wird.
Er gibt regelmäßig auf der ganzen Welt Aikidō-Lehrgänge.

## Werke
- mit Kisshōmaru Ueshiba: Best Aikido – The Fundamentals. Kodansha, 2002, ISBN 4-7700-2762-1.
- The Aikido Master Course, Best Aikido 2, Kodansha, 2003, ISBN 4-7700-2763-X.
- Progressive Aikido: The Essential Elements, Kodansha, 2005, ISBN 4-7700-2172-0.